# 霍爾斯伯勒 (北卡羅萊納州)
霍爾斯伯勒（英語：Hallsboro）是位於美國北卡羅萊納州哥倫布縣的普查規定居民點。

## 人口
根據2020年美國人口普查的數據，霍爾斯伯勒的面積為8.49平方千米，皆為陸地。當地共有人口382人，而人口密度為每平方千米44.99人。